# Округи Південно-Африканської Республіки
Округи Південно-Африканської Республіки (англ. Municipalities of South Africa) відносяться до нижчого, ніж провінції, рівня адміністративно-територіального поділу. Вони утворюють найнижчий самоврядний рівень адміністративно-територіального поділу, і функціонують на підставі Глави 7 Конституції ПАР, а також прийнятих після запровадження Конституції в дію парламентських актів.

## Види округів ПАР
Відповідно до Конституції ПАР, округи (англ. Municipalities) ПАР діляться на три категорії: «A», «B» та «С».

### Міські округи
Міський округ («муніципалітет категорії А») — це велика територія, яка оточує місто або урбанізований район.
Зараз у ПАР є шість міських округів.

### Райони та місцеві муніципалітети
Території, які складаються переважно з сільської місцевості, діляться на райони («муніципалітети категорії C»). Райони є основною одиницею адміністративно-територіального поділу провінцій ПАР. Своєю чергою райони діляться на місцеві муніципалітети («муніципалітети категорії B»).

## Рівні окружного поділу

### Окружний рівень
Райони та міські округи утворюють другий рівень адміністративно-територіального поділу ПАР, наступний за провінційним. Вся територія ПАР ділиться на 6 міських округів і 46 районів.

### Місцевий рівень
Місцеві муніципалітети, на які діляться райони, утворюють третій рівень адміністративно-територіального поділу ПАР, наступний за окружним. Міські округи такого рівня поділу не мають, за одним винятком: для міського округу Йоганнесбург встановлено поділ на адміністративні регіони.

### Виборчі округи
Найнижчим рівнем розподілу виборчих регіонів в Південно-Африканській республіці є виборчі округи. Міські округи та місцеві муніципалітети діляться на виборчі округи.